# Fritz Reiner

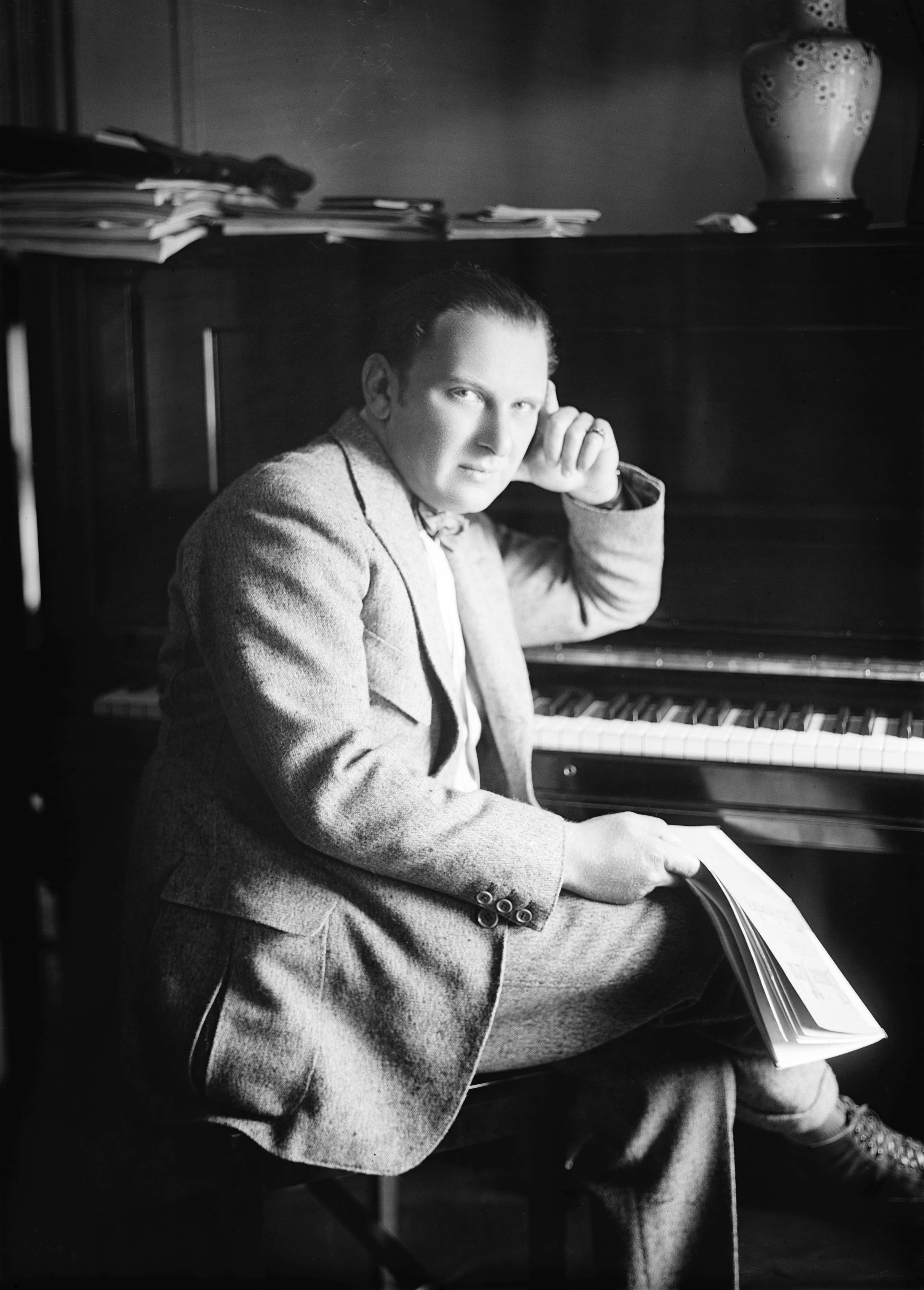
Fritz Reiner

Fritz Reiner (* 19. Dezember 1888 in Budapest, Österreich-Ungarn; † 15. November 1963 in New York City) war ein amerikanischer Dirigent ungarischer Herkunft.

## Leben
Fritz Reiner, einer assimilierten jüdischen Familie aus Pest entstammend, studierte auf Drängen seines Vaters zuerst an der Budapester Universität einige Jahre Jura, bevor er die Franz-Liszt-Musikakademie besuchte, um sich bei István Thomán im Klavierspiel und bei Hans Koessler in der Kompositionslehre ausbilden zu lassen. Seit 1909 Korrepetitor an der Budapester Oper, debütierte er dort 1910 als Dirigent, als er für einen erkrankten Kollegen einsprang und eine Vorstellung von Carmen erfolgreich übernahm. Daraufhin wurde er als Erster Kapellmeister an die Oper von Laibach berufen. 1911–1914 gehörte er der Budapester Volksoper an, wo er unter anderem Parsifal dirigierte.
Seine wahrscheinlich wichtigste Prägung erhielt er in Dresden, wo er von 1914 bis 1921 als Hofkapellmeister wirkte. In allabendlichen Opern- und Konzertdirigaten in der Dresdner Oper lernte er sein musikalisches Handwerk. In jenen Jahren arbeitete er viel mit Richard Strauss zusammen. Unter anderem dirigierte Reiner hier die deutsche Erstaufführung von Die Frau ohne Schatten. Er leitete die Sächsische Staatskapelle und hatte Gastverpflichtungen in Rom und Barcelona.
1922 ließ er sich in den Vereinigten Staaten nieder. Er wurde als Nachfolger von Eugène Ysaÿe Chefdirigent des Cincinnati Symphony Orchestra bis 1931. Einladungen führten ihn auch nach San Francisco, Philadelphia und Chicago, in der Saison 1936/1937 gastierte er im Londoner Covent Garden am Royal Opera House.
Anschließend war er für zehn Jahre Chefdirigent des Pittsburgh Symphony Orchestra (1938–1948) und unterrichtete in Philadelphia von 1931 bis 1941 am Curtis Institute of Music (Abteilungen Oper und Orchester), mit dessen Orchester er auch Opernaufführungen erarbeitete. Zu seinen Schülern zählten auch die später berühmt gewordenen Musiker Lukas Foss und Leonard Bernstein. (Als Bernstein ihn einmal mit „Fritz“ ansprach, antwortete Reiner: „It’s Mr. Reiner.“)
Ab 1948 war er für sieben Jahre an der New Yorker Metropolitan Opera engagiert, wo er unter anderem 1949 die berühmt gewordenen Vorstellungen von Salome mit Ljuba Welitsch in der Titelrolle und 1951 die amerikanische Erstaufführung von The Rake’s Progress dirigierte. Ebenso trat er in Konzerten mit den New Yorker Philharmonikern in der Carnegie Hall auf. Er setzte auch seine internationale Karriere fort, 1955 leitete er etwa Aufführungen von den Meistersingern in der wieder aufgebauten Wiener Staatsoper.
Größten Nachhall, auch heute noch auf zahlreichen Tonträgern zu hören, erzielte Reiner aber als Chefdirigent des Chicago Symphony Orchestra, dem er von 1953 bis 1963 vorstand. Im Frühjahr 1963 dirigierte er sein letztes Konzert mit diesem Orchester; seit einem Herzinfarkt im Oktober 1960 war seine Gesundheit angeschlagen. Noch kurz vor seinem Tod war er mit einer Neuproduktion der Götterdämmerung an der Met beschäftigt.
Seine ersten beiden Ehen führte er mit Töchtern der ungarischen Sopranistin Elka Gerster. In erster Ehe war er mit der jüngeren Tochter Elca (1911–1916), in zweiter Ehe von 1921/22 bis 1930 mit Berthe, der älteren, verheiratet. Mit seiner dritten Frau, Carlotta, lebte er in Rambleside, Westport (Connecticut).
Die Grabstätte von Fritz Reiner befindet sich auf dem Willowbrook Cemetery in Westport (Connecticut).

## Wirkung
Reiner war ein Dirigent mit außerordentlich hohen Standards; viele seiner Aufnahmen suchen an orchestraler Präzision und Glanz bis heute ihresgleichen. Orchestermusiker fürchteten ihn wegen dieser Präzisionsbesessenheit und seines jähzornigen Temperaments. Er hinterließ mehrere Tonaufnahmen mit dem Pittsburgh Symphony Orchestra, legendär sind aber die meisten seiner zahlreichen Aufnahmen mit dem Chicago Symphony Orchestra, die von RCA bereits von 1954 an auf außerordentlich gut klingenden Schallplatten in Stereofonie aufgenommen wurden und von denen einige noch heute als Referenzeinspielungen gelten, wie Bartóks Konzert für Orchester, Strauss’ Ein Heldenleben oder Prokofjews Alexander Newski.
Die musikalische Leitung übernahm er bei den Uraufführungen folgender Werke:
- Ottorino Respighi: Antiche arie e danze per liuto, 1924
- Arthur Bliss: Hymn to Apollo, 1927
- Gian Carlo Menotti: Amelia Goes to the Ball (Amelia geht zum Ball), 1937
- Béla Bartók: Konzert für 2 Klaviere, Schlagzeug und Orchester, 1943. Der Komponist widmete das Werk Fritz Reiner.
- Richard Strauss: Symphonisches Fragment aus Josephs Legende, 1949